# Curtitoma conoidea
Curtitoma conoidea is een slakkensoort uit de familie van de Mangeliidae. De wetenschappelijke naam van de soort werd in 1878 voor het eerst geldig gepubliceerd door Georg Ossian Sars.